# Ostrava-Kunčice (nádraží)
Ostrava-Kunčice je železniční stanice v ostravské městské části Slezská Ostrava fungující od roku 1871.

## Historie
Železniční stanice funguje od roku 1871, kdy tady byla vybudována Ostravsko-frýdlatská železnice, která je dnes součásti tratě 323. Od roku 1911 ze stanice odbočuje trať Suchá – Kunčice nad Ostravicí (dnes součásti tratě Ostrava-Svinov – Český Těšín), mezi lety 1961–1965 byla elektrizována trať z porubského nádraží do Českého Těšína. Mezi lety 2005–2007 proběhla elektrizace i mezi ostravským hlavním nádražím a Kunčicemi.

## Změny názvu nádraží
- 1871–1910 Kunzendorf
- 1910–1921 Groß Kunzendorf
- 1921–1925 Velké Kunčice nad Ostravicí
- 1925–1939 Kunčice nad Ostravicí
- 1939–1945 Groß Kunzendorf (Ostrawitza) / Kunčice nad Ostravicí
- 1945–1950 Kunčice nad Ostravicí
- od 1951 Ostrava-Kunčice

## Popis
Na nástupiště vede nadchod, který ústí z nádražní budovy a je vybaven výtahy. Nádražní budova je vybavena čekárnou, automaty na jídlo a pití a WC. Na severní straně prvního nástupiště se nachází podchod pod nádražím, který vede do průmyslového areálu Nová huť a k tramvajové zastávce Nová huť, jižní brána, avšak není možné jej použít k přechodu mezi nástupišti.

## Vlakové linky
Jezdí zde vlaky linky S6 v trase Ostrava hl. n. – Frenštát pod Radhoštěm – Valašské Meziříčí, dále linka S9 v trase z Ostravy-Svinova do Českého Těšína a linka R61 z Opavy východ do Návsí. Projíždí zde taky vlaky Regiojetu z Prahy do Havířova a Košic, avšak zde nezastavují.